# Tipula chiswellana
Tipula chiswellana är en tvåvingeart som beskrevs av Alexander 1964. Tipula chiswellana ingår i släktet Tipula och familjen storharkrankar. Inga underarter finns listade i Catalogue of Life.